# 로보포칼립스
로보포칼립스(Robopocalypse, 2011년)는 대니얼 H. 윌슨의 SF 소설이다. 이 책은 로봇학 연구원은 로봇의 능력을 탐구할 때 통제권 밖으로 벗어난 인공지능(AI)을 그리고 있다. 현재시제로 쓰였다.
뉴욕 타임스 목록에서 베스트셀러가 되었다.

## 각색
스티븐 스필버그는 소설에 기반한 영화를 감독하기로 계약했다.
그러나 2013년 1월 9일 드림웍스는 스필버그가 로보포칼립스 참여를 무기한 홀드(hold)한다고 밝혔다.